# Sauron
Sauron (phát âm /ˈsaʊrɒn/) là nhân vật phản diện chính trong bộ truyện Chúa tể những chiếc nhẫn của J. R. R. Tolkien - là kẻ cai trị vùng đất Mordor với tham vọng thống trị toàn bộ Trung địa. Trong tiểu thuyết Anh chàng Hobbit, hắn được biết đến dưới danh tính "The Necromancer".
Các nhà phê bình đã so sánh Sauron với nhân vật chính trong tiểu thuyết Dracula (1897) của Bram Stoker, cũng như với Balor Con Mắt Quỷ Dữ trong thần thoại Celtic.

## Tiểu sử
Thuở ban đầu, Đấng tối cao Eru tạo dựng nên các linh hồn thiên thần bất tử Ainur. Trong số đó có Sauron, một Maiar (là một trong những Ainur cấp thấp).
Melkor (sau này còn được gọi là Morgoth) và các Valar  nổi dạy chống lại Eru, phá vỡ cân bằng vũ trụ mà Eru đã tạo dựng cho thế giới. Chính điều này đã gieo mầm cái xấu vào thế giới, và Sauron là kẻ tiếp nối để nhân rộng nó lên.

### Kỷ đệ nhất

#### Người phục vụ của Aulë
Trong thời gian phục vụ cho Valar Aulë, Sauron được biết đến với tên gọi Mairon (dịch là "Người đáng ngưỡng mộ", trong ngôn ngữ Quenya do Tolkien sáng tạo ra) - cho đến khi hắn gia nhập lực lượng của Melkor. Tại Beleriand, hắn được gọi là Gorthu, nghĩa là "Sương mù của Sợ hãi" và Gorthaur, nghĩa là "Kẻ tàn ác" trong tiếng Sindarin.
Sauron bị thu hút bởi sức mạnh của Melkor, và trở thành gián điệp cho Melkor ở Almaren. Melkor nhanh chóng tiêu diệt Almaren, và các Valar di chuyển đến Vương quốc được chúc phúc của Valinor, hoàn toàn không ý thức được về sự phản bội của Sauron.
Sauron rời Vương quốc Valinor và đến Trung địa, lục địa trung tâm của Arda, nơi Melkor đã thiết lập thành trì của mình. Sau đó, Sauron công khai gia nhập kẻ thù của Valar, bây giờ được đổi tên thành Morgoth.

#### Tướng lĩnh của Morgoth
Sauron trở thành tay sai đắc lực của Morgoth. Khi Tiên tộc (Elf) thức tỉnh, Sauron đã trở thành tướng lĩnh của Melkor, được giao quyền chỉ huy thành trì mới của Angband. Các Valar gây chiến với Melkor và bắt hắn, nhưng Sauron đã trốn thoát.
Trong thời gian ẩn trốn tại Trung Địa, Sauron cho phục hồi lại Angband, và bắt đầu nhân giống loài Orc. Melkor trốn thoát và trở lại Trung Địa cùng với các viên Silmaril. Sauron chỉ đạo cuộc chiến chống lại tộc Tiên, chinh phục pháo đài Minas Tirith của người Tiên trên đảo Tol Sirion ở Beleriand. Lúthien và Huan đã đến để giải cứu Beren, người yêu của Lúthien đang bị giam cầm. Sauron, dưới hình dạng một người sói, chiến đấu với Huan và bị đánh bại.
Lúthien đã phá hủy tòa tháp và giải cứu Beren khỏi ngục tối. Eärendil di chuyển đến Vương quốc được chúc phúc, và các Valar tiến đánh Morgoth. Morgoth bị đánh bại và trục xuất đến bên kia thế giới, nhưng một lần nữa Sauron lại trốn thoát.
Sau thất bại của Morgoth, Sauron tự xứng là Chúa tể Hắc ám thứ hai.

### Kỷ đệ nhị
Khoảng 500 năm sau khi bắt đầu Kỷ đệ nhị, Sauron xuất hiện trở lại, với ý định chiếm lấy Trung địa. Để dụ dỗ tộc Tiên phục vụ cho mình, Sauron giả dạng là Annatar, "Chúa tể của những món quà", kết bạn với các thợ rèn người Tiên ở Eregion - do Celebrimbor làm thủ lĩnh - và hướng dẫn họ về nghệ thuật và phép thuật. Với sự trợ giúp của Sauron, các thợ rèn Tiên đã đạt đến đỉnh cao của nghề rèn và rèn nên những chiếc Nhẫn Quyền năng.
Sau đó, hắn bí mật rèn chiếc Nhẫn chúa để kiểm soát tất cả những chiếc nhẫn khác trong ngọn núi lửa Định Mệnh ở Mordor. Các chúa Tiên nhận ra hắn khi Sauron đeo Nhẫn chúa lên, và đã tháo những chiếc nhẫn của họ. Quá tức giận, Sauron khởi xướng một cuộc đại chiến và chinh phục phần lớn vùng đất phía tây Anduin. Sauron vượt qua Eregion, giết Celebrimbor và chiếm lấy bộ Bảy và bộ Chín nhẫn quyền năng. Bộ ba nhẫn đã được giải cứu bởi Gil-galad, Círdan, và Galadriel.
Sauron bao vây Imladris , chiến đấu tại Khazad-dum và Lothlórien , và tiến sâu hơn vào lãnh địa của Gil-galad. Tộc Tiên được giải cứu khi một đội quân hùng mạnh từ Númenor đến hỗ trợ họ, đánh bại lực lượng của Sauron và đưa những người còn lại trở về Mordor.
Sauron củng cố thành trì Mordor và xây dựng Tháp Barad-dûr. Hắn giao những chiếc nhẫn còn lại của bộ Bảy và bộ Chín lần lượt cho các chúa tể của Người lùn và Con người. Người lùn tỏ ra quá kiên cường để khuất phục ý chí của hắn, nhưng Sauron đã biến 9 vua loài người thành Nazgûl, hay các Ma Nhẫn, những tay sai đáng sợ nhất của hắn.

#### Númenor thất thủ
Cuối Kỷ đệ nhị, Ar-Pharazôn Kim Đế, vua của Númenor, dẫn đầu một đạo quân đến Trung địa. Sauron đầu hàng, nhưng chỉ để nhằm mục đích tha hóa người Númenor từ bên trong. Hắn dùng ảnh hưởng của mình để phá hoại tôn giáo của người Númenor, khiến người ta tôn sùng Mỏgoth bằng việc hiến tế con người; trong đó, Sauron đóng vai trò là Thượng tế.
Sauron thuyết phục Ar-Pharazôn tấn công Aman để giành lấy sự bất tử từ các Valar. Các Valar từ bỏ quyền giám hộ thế giới của họ và kêu gọi Eru. Eru tiêu diệt hạm đội và quân đội tấn công, nhưng cũng dìm chết Númenor và phá hủy cơ thể của Sauron.

#### Liên minh cuối cùng
Dưới sự chỉ huy của Elendil, chín con tàu chở những người Númenór trung thành đã được giải cứu khỏi sự sụp đổ; họ thành lập vương quốc Gondor ở phía Nam và Arnor ở phía Bắc Trung Địa. Sauron trở lại Mordor, chiếm lấy Minas Ithil và phá hủy Cây Trắng; Con trai của Elendil là Isildur đã trốn thoát xuống sông Anduin. Anárion bảo vệ Osgiliath trong một thời gian và đã đẩy lui lực lượng của Sauron.
Isildur và Anárion thành lập một liên minh và đánh bại Sauron tại Dagorlad. Họ tiến vào Mordor và vây hãm Barad-dûr trong 7 năm. Cuối cùng, Sauron xuất hiện để chiến đấu trực diện với Elendil và Gil-galad. Khi Elendil ngã xuống, thanh kiếm Narsil của ông bị gãy bên cạnh xác ông - Isildur đã nhặt lấy và chém đứt Nhẫn chúa khỏi ngón tay Sauron, kết thúc trận chiến.
Elrond và Círdan thúc giục Isildur phá hủy chiếc nhẫn tại ngọn núi Hủy diệt, để trục xuất Sauron khỏi Trung địa vĩnh viễn, nhưng Isildur từ chối và giữ nó cho riêng mình.

### Kỷ đệ tam
Sauron trải qua một ngàn năm sống dưới hình hài một ác quỷ không hình dạng. Một vài năm sau cuộc chiến của Liên minh cuối cùng, quân đội của Isildur bị phục kích bởi một lũ Orc tại Đồng Diên Vĩ. Isildur đeo Nhẫn chúa và cố gắng trốn thoát bằng cách bơi qua sông Anduin, nhưng chiếc nhẫn, trong nỗ lực quay lại với Sauron, đã trượt khỏi ngón tay ông. Isildur bị giết ngay sau đó.

#### Sauron tại Dol Guldur
Sauron ẩn mình ở phía nam Mirkwood dưới danh tính "The Necromancer", trong thành trì của Dol Guldur. Các Valar cử năm Maiar làm Pháp sư để chống lại bóng tối, với niềm tin rằng tên Necromancer là Nazgûl chứ không phải Sauron.
Khoảng thời gian này, một người Hobbit Stoorish tên Déagol đã tìm thấy Nhẫn chúa ở sông Anduin. Sméagol - họ hàng của Déagol - đã giết anh ta để đoạt lấy chiếc nhẫn, và biến dạng thành sinh vật tên Gollum. Bị trục xuất, hắn tìm nơi ẩn náu trong Dãy núi Sương mù.
Hội đồng phù thủy phát hiện Sauron tại Dol Guldur, và tống khứ hắn khỏi Mirkwood. Sauron trở lại Mordor, công khai danh tính, xây dựng lại Barad-dûr và nhân giống đội quân Uruk.
Năm 2951, Bilbo Baggins tìm thấy Nhẫn chúa trong khi đi cùng Gandalf và Thorin Oakenshield. Bilbo mang chiếc nhẫn về nhà ở Shire, bất chấp sự nghi ngờ của Gandalf.
Với mong muốn mở rộng quyền lực, Saruman sử dụng Palantír của Orthanc , và bị Sauron tha hóa. Saruman khao khát Nhẫn chúa cho riêng mình, với hy vọng rằng ông có thể thống trị Trung Địa theo phe của Chúa tể Hắc ám trước khi lật đổ hắn. Sauron bắt Gollum, tra tấn hắn và biết được Nhẫn chúa đã được tìm thấy bởi một người Hobbit tên "Baggins" ở "Shire".

#### Cuộc Đại Nhẫn chiến
Năm 3017, Gandalf xác thực rằng Chiếc nhẫn của Bilbo, hiện được truyền lại cho cháu trai Frodo, chính là Nhẫn chúa của Sauron. Ông giao nhiệm vụ cho Frodo và người bạn Samwise Gamgee mang chiếc nhẫn đến Bree. Tuy nhiên, ngay sau đó, Gandalf phát hiện ra sự phản bội của Saruman. Sauron gửi Nazgûl đến Shire để truy đuổi Frodo, người đã trốn thoát đến Rivendell.
Tại Rivendell, Elrond triệu tập một cuộc họp hội đồng. Mọi người nhất trí rằng chiếc nhẫn nên bị phá hủy, và thành lập Hiệp hội bảo vệ nhẫn. Saruman đã cố gắng chiếm lấy chiếc nhẫn, nhưng quân đội của hắn bị tiêu diệt, và thành trì của hắn tại Isengard bị lật đổ.
Aragorn, hậu duệ của Isildur và là người thừa kế ngai vàng của Gondor và Arnor, đã sử dụng Palantír trong Orthanc để tiết lộ bản thân với Sauron - giả dạng như anh đang nắm giữ chiếc Nhẫn chúa. Sauron quyết định tấn công Minas Tirith sớm hơn dự định của hắn. Quân đội của hắn đã bị tiêu diệt trong Trận chiến trên Cánh đồng Pelennor.
Trong khi đó, Frodo và Sam tiến vào Mordor bằng cách băng qua đèo Cirith Ungol với sự hướng dẫn của Gollum. Aragorn đánh lạc hướng sự chú ý của Sauron bằng một cuộc tấn công vào Cổng Đen. Frodo và Sam đến được ngọn núi Hủy diệt, nhưng vào phút cuối, Frodo đã bị chiếc nhẫn mê hoặc và tự đoạt lấy nó. Gollum sau đó giật lấy chiếc nhẫn và ngã xuống khe núi Hủy diệt, khiến Nhẫn chúa bị phá hủy. Sauron bị đánh bại và biến mất khỏi Trung Địa.

## Hình dáng bên ngoài

### Hình dạng thể lý
Tolkien không mô tả chi tiết ngoại hình của Sauron, mặc dù ông đã vẽ một bức tranh minh họa bằng màu nước. Sarah Crown trên tờ The Guardian đã viết rằng "chúng ta không bao giờ thấy sự hiện diện của hắn; ta không nghe thấy hắn nói. Tất cả những gì ta thấy là ảnh hưởng của hắn".

### Con mắt của Sauron

Con mắt đỏ của Sauron, dựa trên một thiết kế của Tolkien trên trang bìa ấn bản đầu tiên The Fellowship of the Ring, xuất bản năm 1954

Xuyên suốt Chúa tể những chiếc nhẫn, "Con mắt" trở thành hình ảnh gắn liền với Sauron. Frodo đã có thị kiến về Con mắt khi nhìn vô Mặt gương của Galadriel.

## Chuyển thể

### Phim
Sauron là một "kẻ phản diện vô hình" trong phiên bản hoạt hình năm 1978 của Ralph Bakshi, một Con mắt quái dị trong bộ phim hoạt hình năm 1980 của Rankin / Bass.
Trong series phim 2001–2003 của đạo diễn Peter Jackson, Sauron được lồng tiếng bởi Alan Howard. Hắn được mô tả như một con người cao lớn khi còn nắm quyền lực, nhưng chỉ xuất hiện dưới dạng Con mắt quái dị trong suốt phần còn lại.
Sauron xuất hiện trong vai The Necromancer - một trong những nhân vật phản diện chính của series The Hobbit, và được lồng tiếng bởi Benedict Cumberbatch.

### Video game
Sauron xuất hiện trong các phiên bản trò chơi điện tử dựa theo bộ ba phim của Jackson.